# 3.ª División (Ejército Popular de la República)
La 3.ª División fue una de las divisiones del Ejército Popular de la República que se organizaron durante la guerra civil española sobre la base de las Brigadas Mixtas. Llegó a tomar parte en las campañas de Aragón, el Ebro y Cataluña.

## Historial
La división fue creada en diciembre de 1936 a partir de las fuerzas milicianas que guarnecían el frente de la sierra de Guadarrama, quedando integrada por las brigadas mixtas 32.ª, 33.ª y 34.ª. Su primer comandante fue el teniente coronel Enrique Fernández de Heredia, militar profesional. En los primeros meses las fuerzas de la división fueron de unos 10.137 efectivos humanos, disponiendo también de doce piezas de artillería. El 1 de agosto de 1937 fue sustituido por el mayor de milicias Manuel Tagüeña.
Convertida en una unidad de choque, en la primavera de 1938 la 3.ª División fue asignada al V Cuerpo de Ejército y enviada al Frente de Aragón para reforzar las defensas republicanas. Tagüeña y sus fuerzas lograron contener con éxito a las tropas italianas del Corpo Truppe Volontarie (CTV), logrando detener el ataque italiano en el desfiladero de Cherta entre el 2 y el 3 de abril. A pesar de ello, con el corte en dos de la zona republicana la división quedó encerrada en Cataluña. En la reorganización del Ejército republicano la división quedó integrada en el XV Cuerpo de Ejército. El mando de la división pasó al mayor de milicias Esteban Cabezos Morente.
En julio de 1938, de cara a la batalla del Ebro, la división agrupaba a las brigadas mixtas 31.ª, 33.ª y 60.ª —esta última agregada poco antes de la ofensiva del Ebro—. El 25 de julio cruzó el río junto al resto de efectivos del XV Cuerpo de Ejército, estableciendo sus posiciones defensivas frente a Villalba de los Arcos. La unidad penetró unos diez kilómetros, logrando su 33.ª Brigada Mixta conquistar el cementerio de la población. Otra de las brigadas de la división, la 31.ª, sostuvo durísimos combates con el Tercio de Montserrat por el control de la posición «Targa». En todas estas operaciones la unidad sufrió importantes bajas, debiendo ser relevada. El 27 de agosto regresó al frente de batalla, sustituyendo a la desgastada 60.ª División. Tras varios meses de combates, en noviembre de 1938 la división cruzó el río muy quebrantada.
Al comienzo de la campaña de Cataluña la división fue enviada rápidamente al frente para intentar frenar la ofensiva enemiga. Sin embargo, ante la presión enemiga, hubo de retirarse junto al resto del XV Cuerpo de Ejército. Sus restos lograron alcanzar la frontera francesa en febrero de 1939, quedando auto-disuelta.

## Mandos
Comandantes
- teniente coronel Enrique Fernández de Heredia;[12]
- mayor de milicias Manuel Tagüeña;
- Mayor de milicias Esteban Cabezos Morente;
- Mayor de milicias Domingo García Fermín;[13][14]

Comisarios
- Adolfo Lagos Escalona, del PCE;[15]
- Carlos García Fermín, del PCE;[16]

Jefes de Estado Mayor
- Mayor de milicias Manuel Alberdi González;[17]

## Orden de batalla
| Fecha             | Cuerpo de Ejército adscrito | Brigadas Mixtas integradas | Frente de batalla |
| ----------------- | --------------------------- | -------------------------- | ----------------- |
| Diciembre de 1936 | I Cuerpo de Ejército        | 32.ª, 33.ª y 34.ª          | Centro            |
| Diciembre de 1937 | I Cuerpo de Ejército        | XIV, 33.ª y 34.ª           | Centro            |
| Marzo de 1938     | V Cuerpo de Ejército        | 31.ª, 33.ª y 37.ª          | Aragón/Ebro       |
| Abril de 1938     | XV Cuerpo de Ejército       | 31.ª, 33.ª y 93.ª          | Ebro              |
| Julio de 1938     | XV Cuerpo de Ejército       | 31.ª, 33.ª y 60.ª          | Ebro              |